# Mango
Mango (Mangifera indica) är en växtart i familjen sumakväxter. Man hittar den vilda formen i de södra delarna av Asien. Med människans hjälp har den kultiverade formen spridit sig till de flesta av världens varma och tropiska regioner. Mangon började troligen att odlas för ungefär 4 000 år sedan.
Det svenska namnet kommer av portugisiskans manga, av malayalam manga. Mangon är både Pakistans och Indiens nationalfrukt och används flitigt i drycker och matlagning, till exempel som basingrediens i chutney och i efterrätten aamras.

## Frukten
Frukten kan vara rund, oval, päron- eller njurformad. Mangon innehåller en stor platt kärna i mitten som sitter fast i fruktköttet. Den mogna frukten är grön, orange, röd eller skiftar i olika färger. Skalet på frukten är segt och äts inte. Det innehåller toxinet urushiol som kan orsaka allergi med lindriga symptom. En mogen mango sänder ut en behaglig doft och ger efter för lätt tryck. Smaken på den mogna frukten är kraftig och söt-syrlig med viss kryddighet.
Frukten är känslig för kyla och kan få klämskador. Mango förvaras i 12-16 grader och mognar i rumstemperatur. Man kan påskynda mognadsprocessen genom att placera mangon i en papperspåse eller i tidningspapper.
Mango är rik på karoten som är bra för synen, huden och skelettet. Mango innehåller också enzymer som är bra för matsmältningen.[källa behövs]

## Bildgalleri

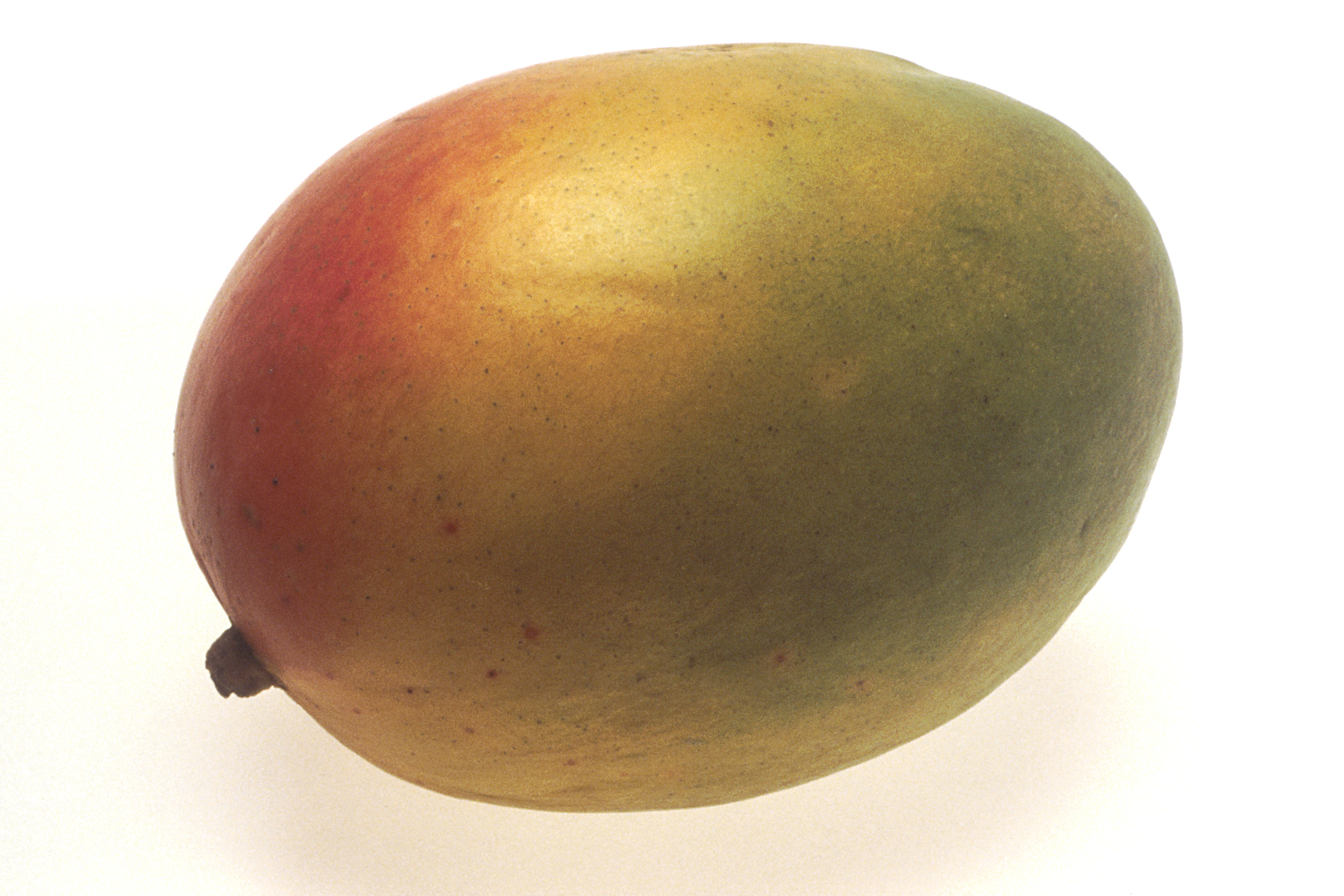
Mangofrukt.
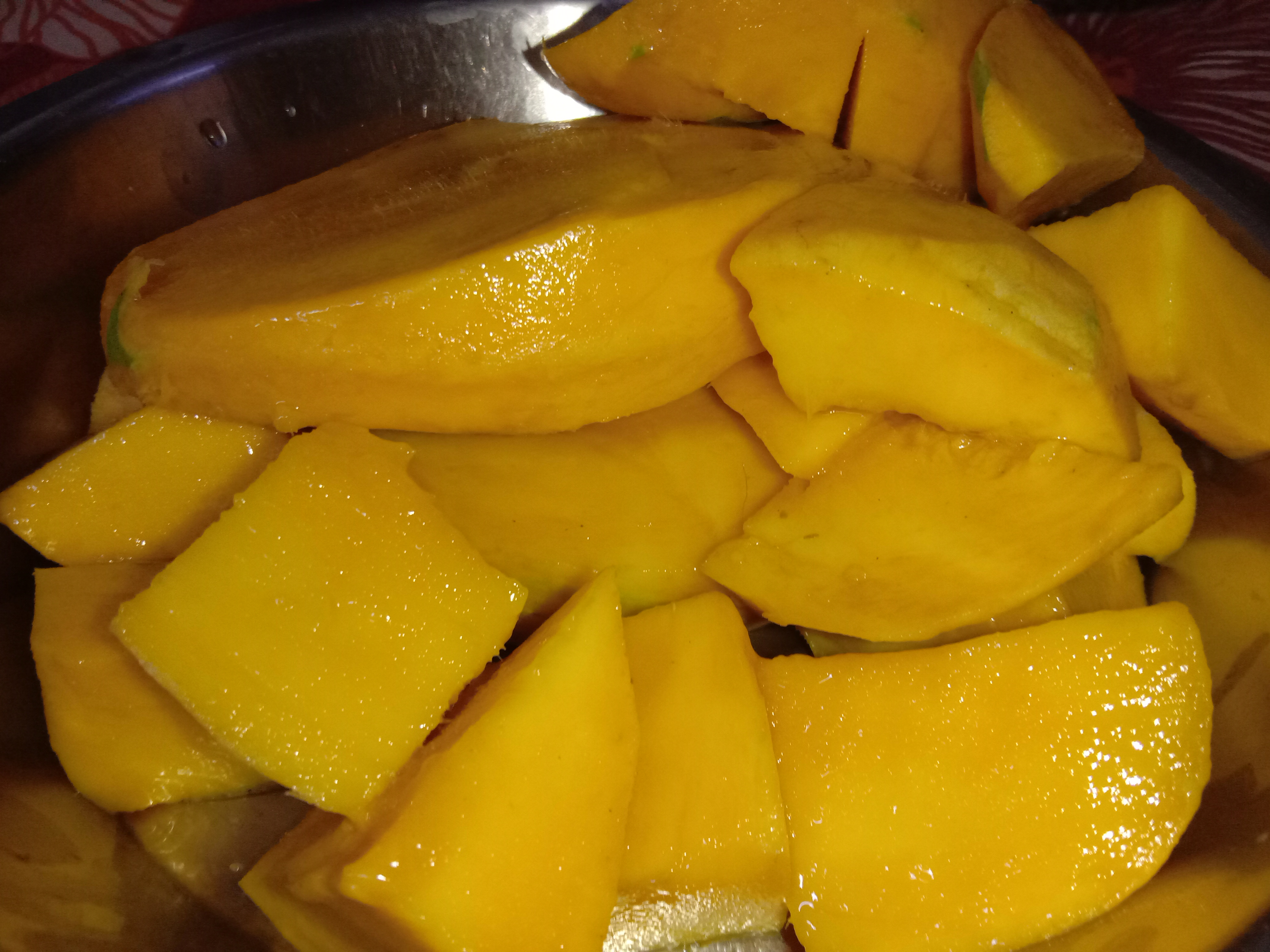
Skivad mangofrukt.